# Loharadynastie

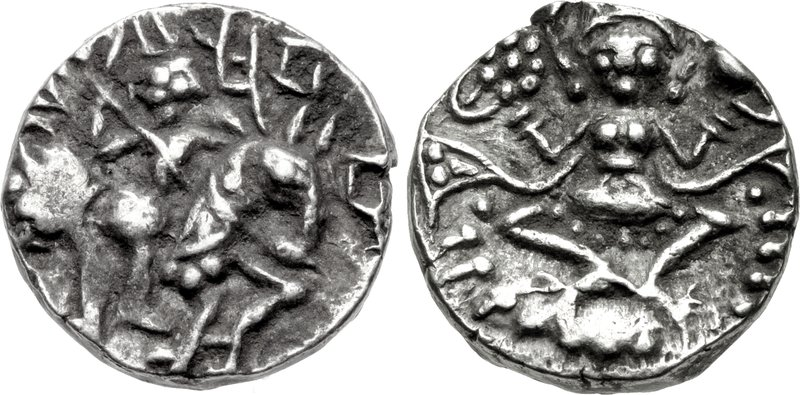
munt van koning Harsha

De Loharadynastie was een koninklijke dynastie die tussen de 10e en 12e eeuw over Kasjmir regeerde. Hoewel de Lohara's hindoes waren, arriveerde tijdens deze periode de islam in Kasjmir om er langzaam meer politieke invloed te krijgen. De meeste informatie over deze dynastie komt uit de Rajatarangini, het werk van de 12e-eeuwse schrijver Kalhana.
De Loharadynastie volgde op de Utpaladynastie, waarvan de laatste koning in 939 werd opgevolgd door een buitenstaander, Yassaskara. Nadat deze in 948 zelfmoord pleegde werd zijn minister Parvagupta een jaar lang koning. In 950 werd deze opgevolgd door zijn zoon Kshemagupta, die de prinses Didda van Lohara trouwde. Nadat Kshemagupta in 958 overleed trad koningin Didda op als regentes voor haar zoon Abhimanyu (958-972) en daarna nog acht jaar voor haar kleinzoon. In 980 besteeg ze ten slotte zelf de troon, na overigens een tweede kleinzoon te hebben uitgeschakeld. Koningin Didda wordt genoemd als een kundig bestuurder, die de basis legde voor de naar haar genoemde Loharadynastie. Bovendien onderhield ze nauwe banden met de Shahi's die Kabul en de Punjab regeerden, omdat haar grootvader, Bhimadeva, koning van die gebieden was geweest. Kasjmir verleende de Shahi's militaire steun tegen Perzische invallers uit het westen.
Didda stierf in 1003, om te worden opgevolgd door haar neef Sangrama Raja (1003–1028). Deze koning kreeg te maken met invallen van de Ghaznaviden, een islamitisch-Perzische dynastie uit Ghazni in het oosten van Afghanistan. Nadat Mahmud van Ghazni het rijk van de Shahi's vernietigd had vluchtten enkele Shahi-prinsen naar Kasjmir. Mahmud van Ghazni probeerde daarop ook Kasjmir te onderwerpen, maar werd drie maal verslagen (in 1015, 1021 en 1026).
De macht van Kasjmir nam af onder koning Harsha (1089 - 1101). Rond deze tijd nam de radja steeds meer islamitische huurlingen in dienst, die zich in Kasjmir onder de bevolking vestigden. Hoewel Harsha een goedaardige en kunstzinnige koning was, viel hij later ten prooi aan waanzin en werd hij een despoot. Tijdens een volksoproer werd Harsha verdreven en vermoord. Er kwam echter geen einde aan de dynastie, omdat een andere nakomeling van koningin Didda's broer Udaya Raja de macht greep. De macht van de radja was echter aangetast en de latere koningen van de Loharadynastie waren vaak aangesteld door lokale machthebbers. In 1171 kwam er een einde aan de dynastie.